# Президентски избори в Турция (2023)
Президентските избори в Турция през 2023 г. (на турски: 2023 Türkiye cumhurbaşkanlığı seçimi) са четиринадесетите по ред избори за президент на Турция. Те са насрочени да се проведат заедно с парламентарните избори на 14 май 2023 г.

## Предистория
През октомври 2020 г. турският президент Реджеп Таип Ердоган заявява, че президентските избори ще бъдат проведени през юни 2023 г. През 2020 г. мафиотският бос Седат Пекер бяга от Турция. По-късно той публикува поредица от видеоклипове, в които обвинява водещи политици в престъпления и зависимости, което довежда до ниското доверие сред обществото към президента Реджеп Ердоган.
На 10 март 2023 г. турския президент Реджеп Ердоган подписва указ, с който насрочва провеждането на президентските и парламентарните избори в страната на 14 май.

## Кандидати
| Официален списък на кандидатите за президент по ред на появяване в бюлетината | Официален списък на кандидатите за президент по ред на появяване в бюлетината | Официален списък на кандидатите за президент по ред на появяване в бюлетината | Официален списък на кандидатите за президент по ред на появяване в бюлетината | Официален списък на кандидатите за президент по ред на появяване в бюлетината | Официален списък на кандидатите за президент по ред на появяване в бюлетината | Официален списък на кандидатите за президент по ред на появяване в бюлетината | Официален списък на кандидатите за президент по ред на появяване в бюлетината | Официален списък на кандидатите за президент по ред на появяване в бюлетината | Официален списък на кандидатите за президент по ред на появяване в бюлетината | Официален списък на кандидатите за президент по ред на появяване в бюлетината | Официален списък на кандидатите за президент по ред на появяване в бюлетината | Официален списък на кандидатите за президент по ред на появяване в бюлетината | Официален списък на кандидатите за президент по ред на появяване в бюлетината | Официален списък на кандидатите за президент по ред на появяване в бюлетината |
| ----------------------------------------------------------------------------- | ----------------------------------------------------------------------------- | ----------------------------------------------------------------------------- | ----------------------------------------------------------------------------- | ----------------------------------------------------------------------------- | ----------------------------------------------------------------------------- | ----------------------------------------------------------------------------- | ----------------------------------------------------------------------------- | ----------------------------------------------------------------------------- | ----------------------------------------------------------------------------- | ----------------------------------------------------------------------------- | ----------------------------------------------------------------------------- | ----------------------------------------------------------------------------- | ----------------------------------------------------------------------------- | ----------------------------------------------------------------------------- |
| 1                                                                             | 1                                                                             | 1                                                                             | 1                                                                             | 2                                                                             | 3                                                                             | 3                                                                             | 3                                                                             | 3                                                                             | 3                                                                             | 3                                                                             | 4                                                                             | 4                                                                             | 4                                                                             | 4                                                                             |
|                                                                               |                                                                               |                                                                               |                                                                               |                                                                               |                                                                               |                                                                               |                                                                               |                                                                               |                                                                               |                                                                               |                                                                               |                                                                               |                                                                               |                                                                               |
| Реджеп Таип Ердоган                                                           | Реджеп Таип Ердоган                                                           | Реджеп Таип Ердоган                                                           | Реджеп Таип Ердоган                                                           | Мухарем Индже                                                                 | Кемал Кълъчдаролу                                                             | Кемал Кълъчдаролу                                                             | Кемал Кълъчдаролу                                                             | Кемал Кълъчдаролу                                                             | Кемал Кълъчдаролу                                                             | Кемал Кълъчдаролу                                                             | Синан Оган                                                                    | Синан Оган                                                                    | Синан Оган                                                                    | Синан Оган                                                                    |
| Народен алианс                                                                | Народен алианс                                                                | Народен алианс                                                                | Народен алианс                                                                | н/д                                                                           | Национален алианс                                                             | Национален алианс                                                             | Национален алианс                                                             | Национален алианс                                                             | Национален алианс                                                             | Национален алианс                                                             | Алианс на предците                                                            | Алианс на предците                                                            | Алианс на предците                                                            | Алианс на предците                                                            |
|                                                                               |                                                                               |                                                                               |                                                                               |                                                                               |                                                                               |                                                                               |                                                                               |                                                                               |                                                                               |                                                                               |                                                                               |                                                                               |                                                                               |                                                                               |
| AKP                                                                           | MHP                                                                           | BBP                                                                           | YRP                                                                           | MP                                                                            | CHP                                                                           | İYİ                                                                           | DEVA                                                                          | GP                                                                            | SP                                                                            | DP                                                                            | ZP                                                                            | AP                                                                            | ÜP                                                                            | TÜİP                                                                          |

## Социологически проучвания
- Социологически проучвания след 15 март 2023 г.
- Социологически проучвания след януари 2020 г., отразяващи подкрепата за Реджеп Ердоган и Кемал Кълъчдаролу.
- Социологически проучвания след президентските избори през 2018 г., отразяващи подкрепата към някой личности и партии.

## Резултати
|                                               | Реджеп Таип Ердоган                           | AKP                                           | 27 133 849 | 49,52 | 27 834 589 | 52,18 |  |  |  |
|                                               | Кемал Кълъчдаролу                             | CHP                                           | 24 595 178 | 44,88 | 25 504 724 | 47,82 |  |  |  |
|                                               | Синан Оган                                    | независим                                     | 2 831 239  | 5,17  |            |       |  |  |  |
|                                               | Мухарем Индже                                 | MP                                            | 235 783    | 0,43  |            |       |  |  |  |
|                                               |                                               |                                               |            |       |            |       |  |  |  |
| Действителни гласове                          | Действителни гласове                          | Действителни гласове                          | 54 796 049 | 98,14 | 53 339 244 | 98,73 |  |  |  |
| Невалидни/празни гласове                      | Невалидни/празни гласове                      | Невалидни/празни гласове                      | 1 037 104  | 1,86  | 684 372    | 1,27  |  |  |  |
| Общо                                          | Общо                                          | Общо                                          | 55 833 153 | 100   | 54 023 616 | 100   |  |  |  |
| Не са отишли да гласуват                      | Не са отишли да гласуват                      | Не са отишли да гласуват                      | 8 312 351  | 12,96 | 10 173 803 | 15,85 |  |  |  |
| Регистрирани избиратели/избирателна активност | Регистрирани избиратели/избирателна активност | Регистрирани избиратели/избирателна активност | 64 145 504 | 87,04 | 64 197 419 | 84,15 |  |  |  |
| Източник: „Хабертюрк“: 1-ви тур, 2-ри тур     |                                               |                                               |            |       |            |       |  |  |  |